# Adenostyles
Adenostyles es un género de plantas fanerógamas perteneciente a la familia de las asteráceas. Comprende 46 especies descritas y de estas, solo 10 aceptadas.
Es originaria de los climas templados del hemisferio norte, principalmente en Europa y Asia Menor.
Adenostyles incluye las especies que se consideraba del género Cacalia y fue una vez (en 1883) utilizado para nombrar un género de orquídeas.

## Taxonomía
El género fue descrito por Alexandre Henri Gabriel de Cassini y publicado en Dictionnaire des Sciences Naturelles [Second edition] (Suppl.): 59. 1816.
Etimología
Adenostyles: nombre genérico que deriva de las palabras griegas: adeno  "glándulas" y styles = "estilos".

## Especies aceptadas
A continuación se brinda un listado de las especies del género Adenostyles aceptadas hasta julio de 2012, ordenadas alfabéticamente. Para cada una se indica el nombre binomial seguido del autor, abreviado según las convenciones y usos.
- Adenostyles alliariae (Gouan) A.Kern.
- Adenostyles alliariifolia
- Adenostyles alpina (L.) Bluff & Fingerh.
- Adenostyles × canescens
- Adenostyles dubia Rchb.f.
- Adenostyles leucophylla (Willd.) Rchb.
- Adenostyles macrophylla (M.Bieb.) Czerep.
- Adenostyles platyphylloides (Sommier & Levier) Czerep.
- Adenostyles rhombifolia (Willd.) Pimenov
- Adenostyles similiflorus (Kolak.) Konechn.